# Freio de estacionamento

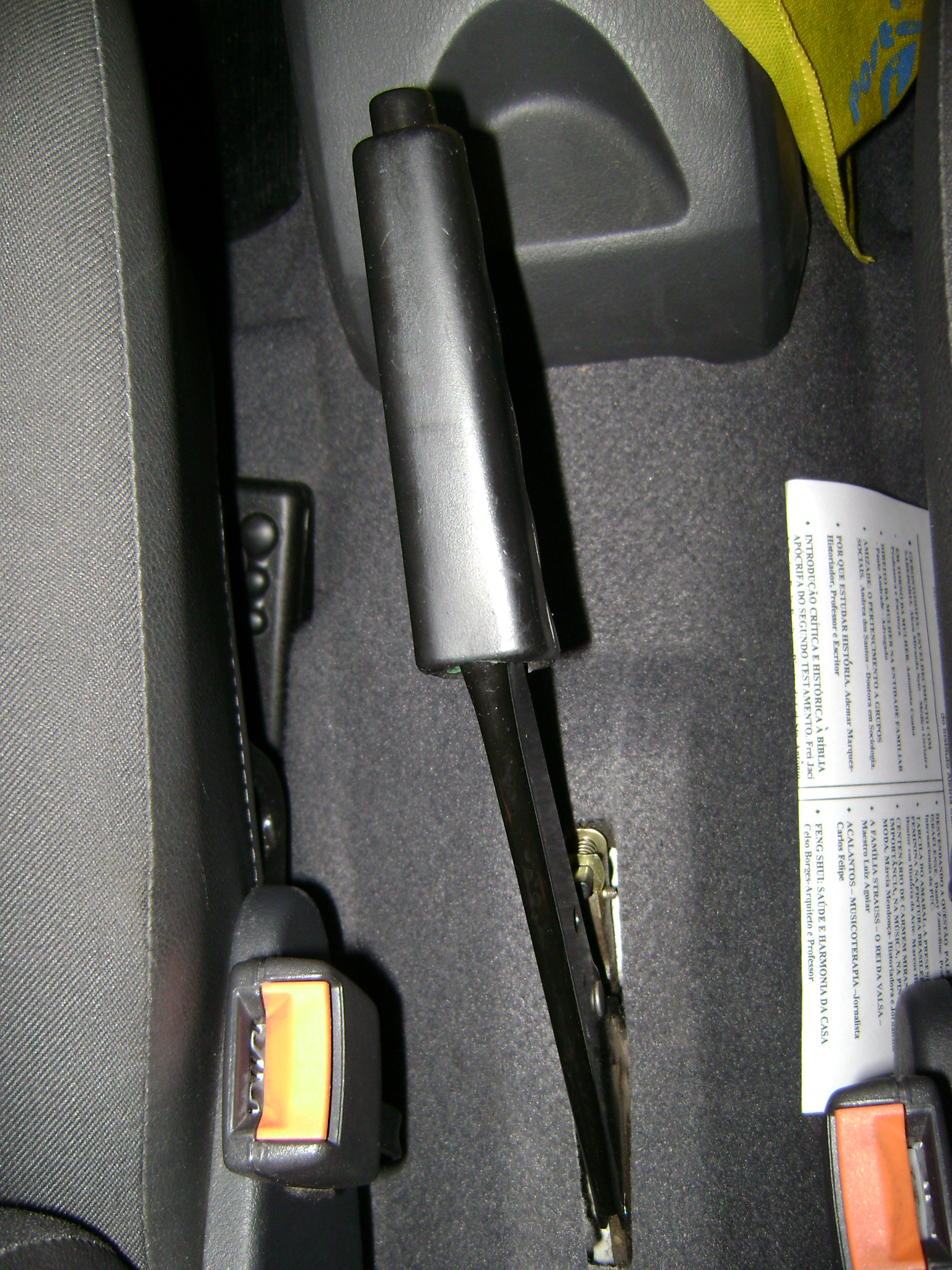
Alavanca de acionamento manual do freio de estacionamento.

O freio de estacionamento (ou travão de estacionamento, ou freio de mão, ou travão de mão) é um sistema de frenagem para veículos automotores, que, na maioria dos modelos, é accionado por uma alavanca manual. Em outros modelos é acionado por um pedal à esquerda.
Sua finalidade principal é manter o veículo parado quando este já se encontra imobilizado, seja com o motor ligado ou não, travando as rodas traseiras. Quando acionado, dispensa-se o acionamento do freio de serviço.